# Bajrak (rejon iziumski)
Bajrak (ukr. Байрак) – wieś na Ukrainie, w obwodzie charkowskim, w rejonie iziumskim. W 2001 liczyła 205 mieszkańców.